# Boethus
Boethus (лат. , от др.-греч. βοηθός «помощник, заступник, защитник») — род наездников из семейства Ichneumonidae (подсемейство Tryphoninae). Большинство видов обитает в субтропических регионах Америки. В Палеарктике известен один вид Boethus thoracicus.

## Описание
Наездники мелкие и средних размеров, длина тела может достигать 10 мм. Тело короткое и плотное. Личинки — паразиты пилильщиков семейства Argidae.

## Список видов
В составе рода:
- Boethus thoracicus Giraud, 1872